# Lilli Schwarzkopf
Lilli Schwarzkopf (nacida el 28 de agosto de 1983 en Novopokrovka, RSS de Kirguistán) es una heptatleta alemana.
Su primera competencia mundial importante fue el Campeonato Mundial de Atletismo de 2005, donde terminó en 13.ª posición. Ganó la medalla de bronce en el Campeonato de Atletismo de Europa 2006 en Gotemburgo. Siguió en el escenario mundial con un quinto puesto en el Campeonato del Mundo de 2007 y el octavo lugar en los Juegos Olímpicos 2008. No pudo acabar el heptatlón en el Campeonato Mundial de Atletismo 2009 en Berlín y optó por omitir el Campeonato de Atletismo de Europa 2010 para concentrarse en sus estudios, pero regresó a la sexta posición en el Campeonato Mundial 2011 en Daegu.
Schwarzkopf ganó la medalla de plata en el heptatlón en los Juegos Olímpicos de Verano de 2012. Inicialmente después de los 800 metros, Schwarzkopf fue descalificada por infringir el carril, pero esa tarde resultó ser un error, al haberlo hecho Kristina Savitskaya en el carril vecino, y Schwarzkopf fue reinstalada.